# Eduardo Luis Martins Catharino
Eduardo Luis Martins Catharino (1960 - ), es un agrónomo, y botánico brasileño, investigador científico del "Instituto de Botánica de São Paulo".
Es especialista en plantas de la familia Orchidaceae, sobre las que tiene publicado diversos trabajos. El 21 de febrero de 2006 defendió su tesis "as Florestas Montanas Da Reserva Florestal Do Morro Grande, Cotia, Sp", obteniendo el título de doctorado en Biología, en la UNICAMP.

## Algunas publicaciones

### Libros
- Clayton F. Lino, Eduardo Luís Martins Catharino. 2005. Jóias da Mata Atlântica. Ed. IMESP. 216 pp.

- La abreviatura «Cath.» se emplea para indicar a Eduardo Luis Martins Catharino como autoridad en la descripción y clasificación científica de los vegetales.[2]